# Tam Kỳ
Tam Kỳ ist die Hauptstadt der Provinz Quảng Nam in Vietnam. Sie befindet sich in der Südlich-zentrale Küstenregion. Die Provinzstadt Tam Kỳ hatte 2019 eine Einwohnerzahl von 122.374. In der eigentlichen Stadt leben davon 91.450. Die Stadt verfügt seit 2006 über das Stadtrecht und besitzt den Status einer Provinzstadt der 2. Klasse.

## Geschichte
Die Stadt wurde 1906 unter der Nguyễn-Dynastie als Verwaltungs- und Steuerposten gegründet. Während der Republik Vietnam war die Stadt die Hauptbasis des US-Militärs in der Provinz Quảng Nam (damals Provinz Quảng Tín) für den Vietnamkrieg. Die Nordvietnamesen eroberten die Stadt am 24. März 1975.
1997 machte die lokale Regierung der Sozialistischen Republik Vietnam sie zur Hauptstadt der Provinz Quảng Nam. Seitdem hat sich in der Stadt eine erhebliche Entwicklung vollzogen. Die Stadt Tam Kỳ ist berühmt für den national anerkannten Hühnchenreis Tam Kỳ und viele unberührte Strände. Darüber hinaus ist die Stadt Tam Kỳ auch für Tam Kỳ-Nudeln bekannt, die als My Quang bekannt sind.

## Verkehr
Die Stadt verfügt über einen Bahnhof an der Bahnstrecke Hanoi–Ho-Chi-Minh-Stadt.

## Galerie

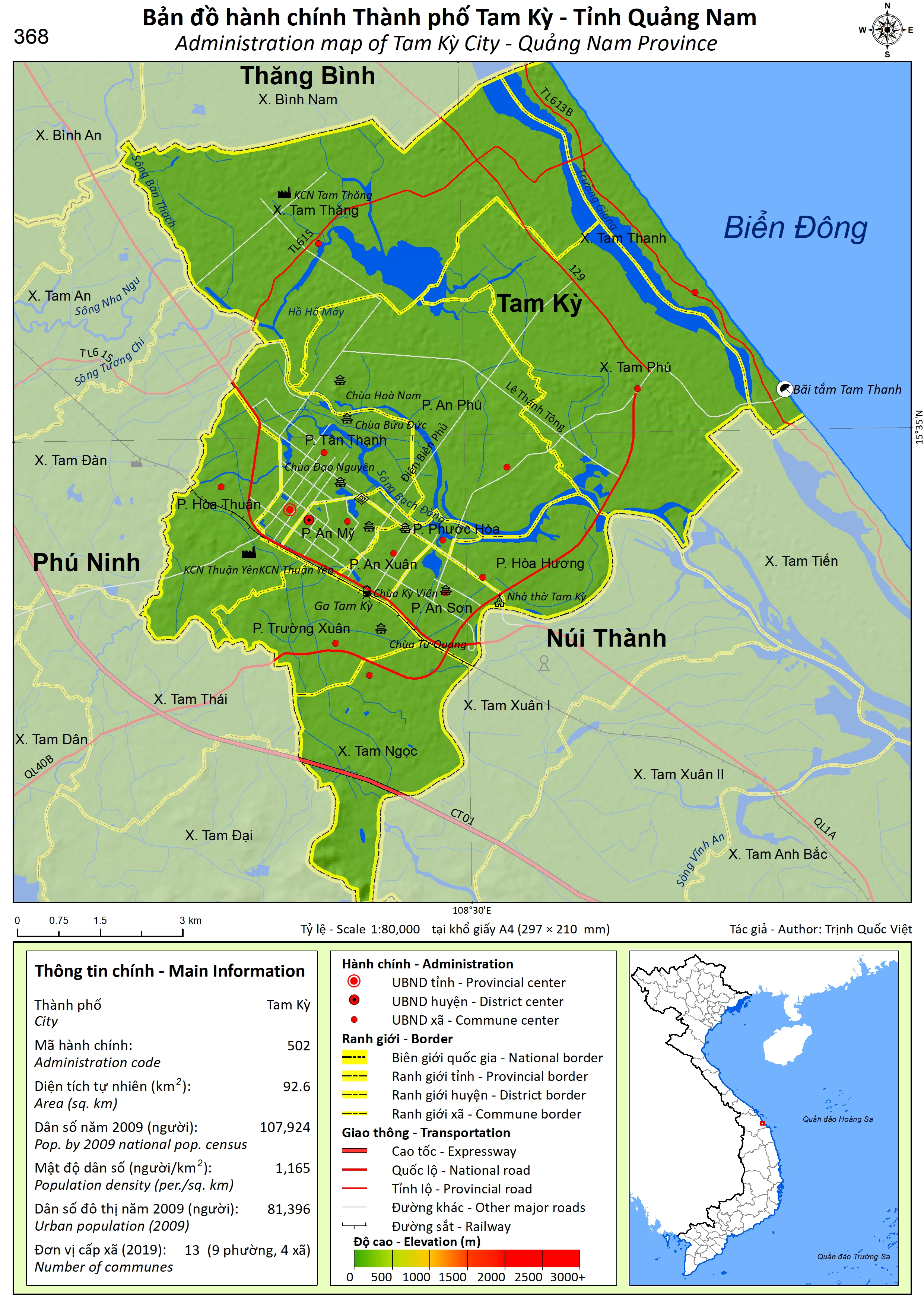
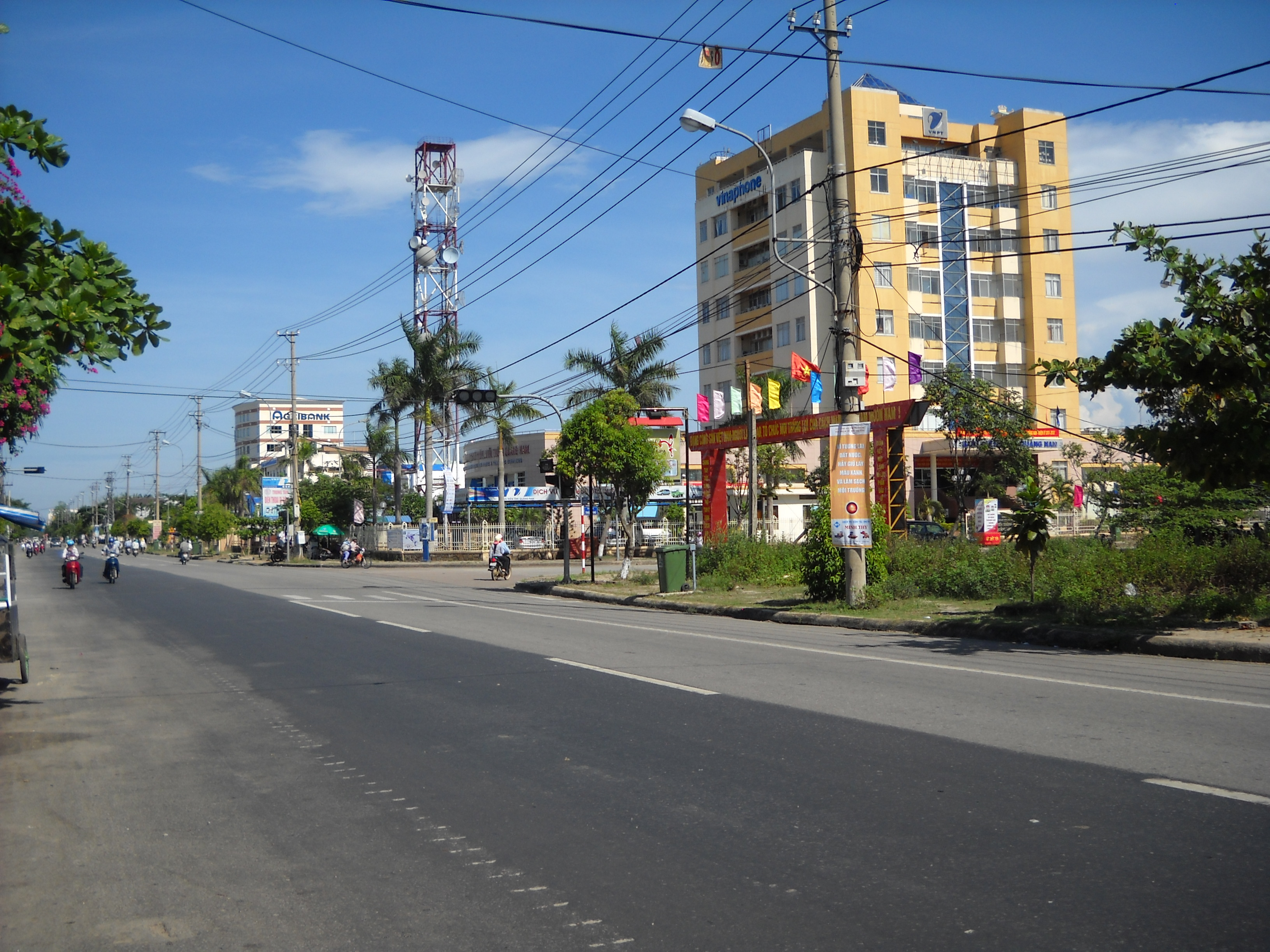
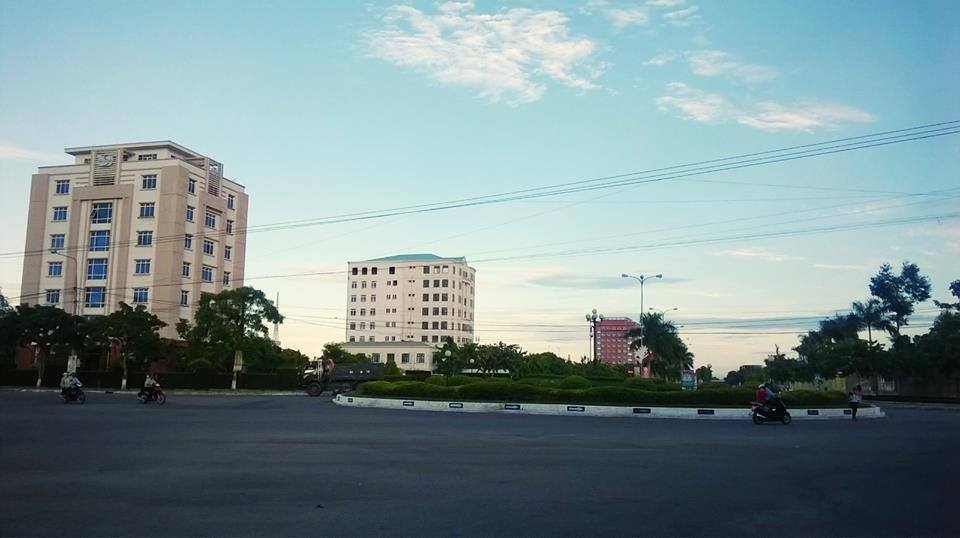